# Pierre abbé
Henri Grouès (alias Pierre abbé) (Lyon, 1912. augusztus 5. – Párizs, 2007. január 22.), francia katolikus pap, a szegényeket és menekülteket támogató Emmaüs szervezet alapítója.

## Származása
Gazdag, mélyen vallásos lyoni selyemgyáros család gyermeke. Szüleinek hét gyermeke volt, közülük Henri a harmadik. 12 éves korában elkísérte apját a több évszázados egyházi idősek otthonába, ahol a polgárok szegények haját és szakállát ápolták. 16 évesen már ferences szerzetes akart lenni.

## Egyház
1931-ben hátat fordított a szülői örökségnek és belépett a kapucinusok rendjébe, ahol a Philippe testvér nevet kapta. 1932-ben bevonult a crest-i kolostorba. 1938-ban szentelték pappá, 1939 áprilisában Grenoble-ban lett káplán.

## A második világháború
1939 decemberében, mint tiszthelyettest, a szállítócsapatokhoz mozgósították. 1942 júliusában két üldözött zsidó kért tőle segítséget. Kilátástalan helyzetüket látva, azonnal cselekedett: megtanult dokumentumokat hamisítani. Augusztusban elkezdte átcsempészni a zsidókat Svájcba. Segítette a kötelező munkaszolgálattal szembeszegülőket. Az illegalitásban vette fel a Pierre abbé nevet. 1944-ben Spanyolországba szökött, majd Algériában csatlakozott De Gaulle tábornokhoz.

## Politikai karrierje
A háború után Meurthe-et-Moselle megye független képviselője volt az alsó- és felsőház közös alkotmányozó ülésein, majd 1946 és 1951 között a Nemzetgyűlésben. Mint az ellenállás nagyra becsült tagja a kereszténydemokraták soraiban foglalt helyet.
1947-ben az egyetemes föderalista mozgalom, a Világkonföderáció alelnökének választották. Albert Camus és André Gide írókkal együtt megalapították Gary Davis világpolgárt támogató bizottságot. A parlamenti képviselő Pierre abbé 1951-ben végleg elhagyta a Bourbon-palotát, hogy életét kizárólag a koldusokkal és nyomorban élőkkel kapcsolatos karitatív tevékenységnek szentelje. Kiváló sportoló: nem töprengene látványosan vízbe vetni magát, ha ezzel felhívhatja a közönség és a média figyelmét az elesettek ügyére.

## Karitatív tevékenysége
1949-ben alapította meg a mostoha sorsú embereket, elsősorban hajléktalanokat támogató, egyébként valláshoz nem kötődő, világi Emmaüs közhasznú egyesületet. A mára már az egész világot behálózó Emmaüs közösségek újrahasznosításból származó anyagok és tárgyak eladásából, valamint lakásépítésből tartják fenn magukat.
Pierre abbé 1954 hideg telén rendkívüli hírnévre tett szert, amikor hajléktalanok százait fenyegette fagyhalál. A fiatal pap február 1-jén a „jóakarat fellázadására” szólította fel honfitársait a Radio-Luxembourg (RTL) adón: „Barátaim! Segítség..! Egy nő ma éjjel 3-kor megfagyott a Sébastopol körút járdáján, kezében szorongatva a papírt, mellyel tegnapelőtt kilakoltatták…” Felrázó beszédében 500 000 takaró, 300 nagy sátor, 200 katalitikus kályha összegyűjtését sürgette. A felhívásra 500 000 frank adomány gyűlt össze…
A nagy szakállú, derekán kötéllel összefogott, durva posztócsuhát viselő, bakancsos pap gyorsan kivívta magának a „legendás hős” és az „igaz” jelzőket. Rendkívül népszerű, évek óta a közvélemény kutatások élmezőnyében foglal helyet (2003-ban például a 2. helyre szorította Zinédine Zidane-t). Hajlott kora és betegsége ellenére még az utóbbi években is lement az utcára a szegények ügyét támogatni. 2004. február 1-jén, híres felhívásának 50. évfordulóján Párizsban, a Trocadérón 6000 ember előtt ismét hathatós szolidaritásra szólított fel.
Vannak, akik antiszemitizmussal vádolták, mivel barátjának tartotta Roger Garaudy francia holokauszttagadó írót, filozófust. 2004-ben megkapta Franciaország legmagasabb kitüntetését, a Becsületrend Nagykeresztjét. Munkásságát XI. Piusz pápa óta minden pápa kiemelkedőnek értékelte; I. János Pál kivételével mindegyik fogadta őt, II. János Pál négy ízben is.
Az Istenem… miért? című, szellemi hagyatékának tartott könyvében – egyháza véleményével szemben – állást foglalt a katolikus papok cölibátusának feloldása, illetve a nők pappá szentelése mellett. Ugyanitt írt arról, hogy megérti „sok homoszexuális pár őszinte vágyát arra, hogy elismertesse szerelmüket a társadalommal”, azonban kapcsolatukat nem házasságnak, inkább szövetségnek, életközösségnek nevezné.

## A túlélő
Legendáját számos „csoda” is gazdagítja, mivel több zűrös helyzetből is épségben került ki. Fiatal korában gyakran betegeskedett, tüdőbeteg volt, azonban meggyógyult. A háború alatt, amikor embereket menekített át Svájcba, mély szakadékba zuhant. Az 50-es években, Indiában túlélt egy repülőgép-szerencsétlenséget, amikor gépe hajtómű nélkül hajtott végre kényszerleszállást. 1963-ban hajótörést élt túl Argentínában: körülötte 80 ember veszett oda, ő azonban egy farönkbe kapaszkodva megmenekült.

### Könyvei magyarul
- Pierre Abbé: Istenem… miért? Pannonhalma, Bencés Kiadó, 2006. ISBN 963-9226-62-9
- Pierre Abbé: Testvériség Pannonhalma, Bencés Kiadó, 2008. ISBN 978-963-9226-84-5
- Pierre Abbé: Testamentum Pannonhalma, Bencés Kiadó, 2011. ISBN 978-963-314-015-4